# 紫の証
『紫の証』（むらさきのあかし、原題：Purpendicular）は、ディープ・パープルが1996年に発表した通算15作目、1994年に加入した3代目ギタリストのスティーヴ・モーズが初参加したスタジオ・アルバムである。

## 解説
原題の"purpendicular"は、"purple"と「垂直」を意味する"perpendicular"を合わせた造語である。
リッチー・ブラックモアが脱退したせいか、本作ではハード・ロック要素が大幅に後退して、フュージョン的な要素も加わったロックン・ロールのアルバムに仕上がった。2002年にジョン・ロードが脱退するまで、彼等は本作と同じ顔ぶれで活動していくことになる。
音楽評論家のGlen Millerはallmusic.comにおいて「バンドの始まりから28年目にして、ディープ・パープルは彼等の伝説的なキャリアの中で最も冒険的なアルバムに挑戦した」と評している。
1984年に第2期メンバーによって再結成されてから5作目のスタジオ・アルバムにして、全英アルバムチャートで初めてトップ50入りを逃す結果に終わった。一方、フィンランドのアルバム・チャートでは2週連続でトップ10入りを果たし、合計10週に渡ってトップ40入りした。
日本盤CDは、13トラック目は無音で、14トラック目にボーナス・トラック「ドント・ホールド・ユア・ブレス」が収録された。

## 収録曲
全曲ともイアン・ギラン、スティーヴ・モーズ、ジョン・ロード、ロジャー・グローヴァー、イアン・ペイスの共作。
1. ヴァヴーム：テッド・ザ・メカニック - Vavoom: Ted the Mechanic - 4:16
2. ルースン・マイ・ストリングス - Loosen My Strings - 5:57
3. スーン・フォーゴットゥン - Soon Forgotten - 4:47
4. サムタイムズ・アイ・フィール・ライク・スクリーミング - Sometimes I Feel Like Screaming - 7:29
5. カスケイズ：アイム・ノット・ユア・ラヴァー - Cascades: I'm Not Your Lover - 4:43
6. ジ・エイヴィエイター - The Aviator - 5:20
7. ローザズ・カンティーナ - Rosa's Cantina - 5:10
8. キャッスル・フル・オブ・ラスカルズ - A Castle Full of Rascals - 5:11
9. タッチ・アウェイ - A Touch Away - 4:36
10. ヘイ・シスコ - Hey Cisco - 5:53
11. サムバディ・ストール・マイ・ギター - Somebody Stole My Guitar - 4:09
12. ザ・パーペンディキュラー・ワルツ - The Purpendicular Waltz - 4:45

### 日本盤ボーナス・トラック
1. ドント・ホールド・ユア・ブレス - Don't Hold Your Breath - 4:40
  - 本トラックの前に、4秒間の無音のトラック13.が含まれている。

## 参加ミュージシャン
- イアン・ギラン - ボーカル、ハーモニカ
- スティーヴ・モーズ - ギター
- ジョン・ロード - オルガン、キーボード
- ロジャー・グローヴァー - ベース
- イアン・ペイス - ドラムス